# Whitehead-Preis
Der Whitehead-Preis der London Mathematical Society (LMS), benannt nach dem britischen, 1960 gestorbenen Mathematiker J. H. C. Whitehead, wird jährlich an Mathematiker vergeben, die im Vereinigten Königreich wohnen oder dort studiert haben und am Anfang ihrer Karriere stehen (weniger als 15 Jahre als Post-Doc). Sie dürfen auch nicht bestimmte andere Preise der LMS erhalten haben oder Mitglieder der Royal Society sein.

## Preisträger
- 1979: Peter Cameron, Peter Johnstone
- 1980: H. Garth Dales, Toby Stafford
- 1981: Nigel Hitchin, Derek F. Holt
- 1982: John M. Ball, Martin J. Taylor
- 1983: Jeff Paris, Andrew Ranicki
- 1984: Simon Donaldson, Samuel Patterson
- 1985: Dan Segal, Philip J. Rippon
- 1986: Terry Lyons, David A. Rand
- 1987: Caroline Series, Aldan H. Schofield
- 1988: Mary Rees,  Peter J. Webb, Andrew Wiles
- 1989: David E. Evans, Frances Kirwan, R. S. Ward
- 1990: Martin T. Barlow, Richard Taylor, Antony John Wassermann
- 1991: Nicholas Manton (N. S. Manton), Anthony J. Scholl
- 1992: Keith M. Ball, Richard Borcherds
- 1993: David J. Benson, Peter Kronheimer, Dmitri G. Vassiliev (D. G. Vassiliev)
- 1994: Peter H. Kropholler, Robert MacKay
- 1995: Timothy Gowers, Jeremy Rickard
- 1996: John Roe, Yuri G. Safarov
- 1997: Brian Bowditch, Alexander Grigoryan, Dominic Joyce
- 1998: Stephen Jonathan Chapman, Igor Rivin, Jan Nekovář
- 1999: Martin Bridson, Gero Friesecke, Nicholas J. Higham, Imre Leader
- 2000: Mark Chaplain (M. A. J. Chaplain), Gwyneth Mary Stallard, Andrew M. Stuart, Burt Totaro
- 2001: Michael McQuillan, Alexei Nikolajewitsch Skorobogatow (A. N. Skorobogatov),  Valery Smyshlyaev, John Robert King
- 2002: Kevin Buzzard, Alessio Corti, Marianna Csörnyei, Constantin Teleman
- 2003: Nick Dorey, Toby Hall, Marc Lackenby, Maxim Nazarov
- 2004: Mark Ainsworth, Vladimir Markovic, Richard Thomas, Ulrike Tillmann
- 2005: Ben Green, Bernd Kirchheim, Neil Strickland, Peter Topping
- 2006: Raphaël Rouquier, Jonathan Sherratt, Paul Sutcliffe, Agata Smoktunowicz
- 2007: Nikolay Nikolov, Oliver Riordan, Ivan Smith, Catharina Stroppel
- 2008: Timothy Browning, Tamás Hausel, Martin Hairer, Nina Snaith
- 2009: Mihalis Dafermos, Cornelia Druţu, Robert Marsh, Markus Owen
- 2010: Harald Helfgott, Jens Marklof, Lasse Rempe, Francoise Tisseur
- 2011: Jonathan Bennett, Alexander Gorodnik, Barbara Niethammer, Alexander Pushnitski
- 2012: Toby Gee, Eugen Vărvărucă, Sarah Waters, Andreas Winter
- 2013: Luis Alday, André Neves, Tom Sanders, Corinna Ulcigrai
- 2014: Clément Mouhot, Ruth Baker, Tom Coates, Daniela Kühn und Deryk Osthus
- 2015: Peter Keevash, James Maynard, Christoph Ortner, Mason Porter, Dominic Vella, David Loeffler, Sarah Zerbes
- 2016: Arend Bayer, Gustav Holzegel, Jason P. Miller, Carola-Bibiane Schönlieb
- 2017: Julia Gog, András Máthé, Ashley Montanaro, Oscar Randal-Williams, Jack Thorne, Michael Wemyss
- 2018: Caucher Birkar, Ana Caraiani, Heather Harrington, Valerio Lucarini, Filip Rindler, Péter Varjú
- 2019: Alexandr Buryak, David Conlon, Toby Cubitt, Anders Hansen, William Parnell, Nick Sheridan
- 2020: Maria Bruna, Ben Davison, Adam Harper, Holly Krieger, Andrea Mondino, Henry Wilton
- 2021: Jonathan Evans, Patrick Farrell, Agelos Georgakopoulos, Michael Magee, Aretha Teckentrup, Stuart Whitehead
- 2022: Jessica Fintzen, Ian Griffiths, Dawid Kielak, Chunyi Li, Tadahiro Oh, Euan Spence
- 2023: David Bate, Soheyla Feyzbakhsh, András Juhász, Mahesh Kakde, Yankı Lekili, Marie-Therese Wolfram
- 2024: Sabine Bögli, Viveka Erlandsson, James Newton, Clarice Poon, Julian Sahasrabudhe, Alessandro Sisto
- 2025: Henna Koivusalo, Tom Hutchcroft, Richard Montgomery, Vidit Nanda, Evgeny Shinder, Perla Sousi, Ewelina Zatorska